# Стіг (гонщик)
Стіґ (англ. The Stig) — псевдонім під яким виступає автогонщик-випробувач у популярній британській телепередачі Top Gear, що виходить на телеканалі Бі-Бі-Сі.
Образ Стіґа вперше був використаний у 2002 році, коли популярне автошоу вийшло в новому форматі.
Задачі Стіґа під час передачі:
- Випробування нових автомобілів на автотреку Top Gear;
- Інструктаж для учасників заїзду «Зірка в недорогому авто»;
- Різнобічна допомога ведучим в будь-який ситуаціях: від автозаїзду до «порятунку Великої Британії».

Образ Стіґа є таємним, самі ведучі кажуть, що він — робот.